# GR-174. Sendero del Priorato

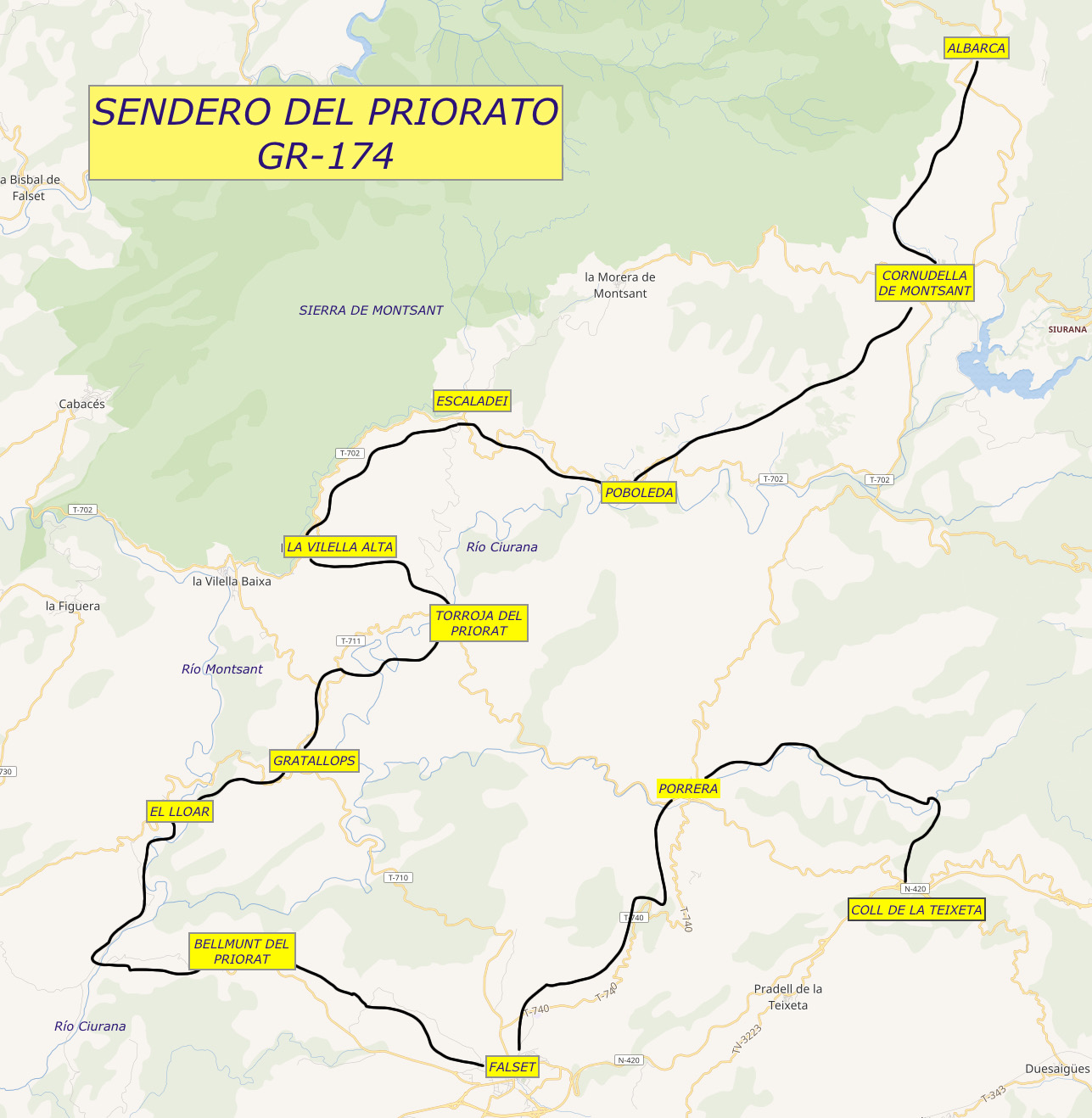
Sendero del Priorato GR-174. Mapa simplificado con las poblaciones.

El sendero del Priorato (sender del Priorat), conocido como GR-174 en la clasificación de los senderos de Gran Recorrido o senderos GR, en un sendero que discurre por la comarca de El Priorato, en Cataluña, entre viñedos. Empieza en el coll de la Teixeta, entre el Bajo Campo y El Priorato, a 546 m, y termina en Albarca, en el parque natural de la Sierra del Montsant, a 815 m.
El Priorato es una comarca muy montañosa, que se extiende entre la sierra de la Llena, al norte, de origen sedimentario, y la cordillera costero-catalana, al sur, calcárea. Ambas tienen un origen geológico reciente cuyas formas están modeladas únicamente por la erosión. Sin embargo, con estas excepciones, la mayor parte de El Priorato tiene origen paleozóico, de cientos de millones de años modelados por la climatología. La tierra cultivable está formada por pizarra descompuesta conocida como llicorella en catalán. El GR-174, antes conocido como GR 7-4, une el GR-7 y su variante el GR 7-1, pasando por todos los pueblos de El Priorato por lo que no pasa el GR-7.
Posee una variante, el GR 174-1, de 4.85 km, entre el cami de la Llisera, que empieza en la ermita de Sant Joan del Codolar, a unos 780 m, sube hasta la Roca de les Dotze, a 1118 m y bordea por un camino aéreo el escarpe de la Serra Major del Montsant, por encima del Grau del Carabassal y la Falconera, donde enlaza con el GR-171, a 1130 m de altitud, y baja hasta el refugio de la Morera de Montsant, que se halla en el pueblo de La Morera de Montsant.

## Etapas
El GR-174, de 72 km, nació como una variante del GR-7 y actualmente es un sendero de largo recorrido con entidad propia, que enlaza el GR-7 con su variante, el GR-7-1, a través de las poblaciones de la comarca y sus viñedos.

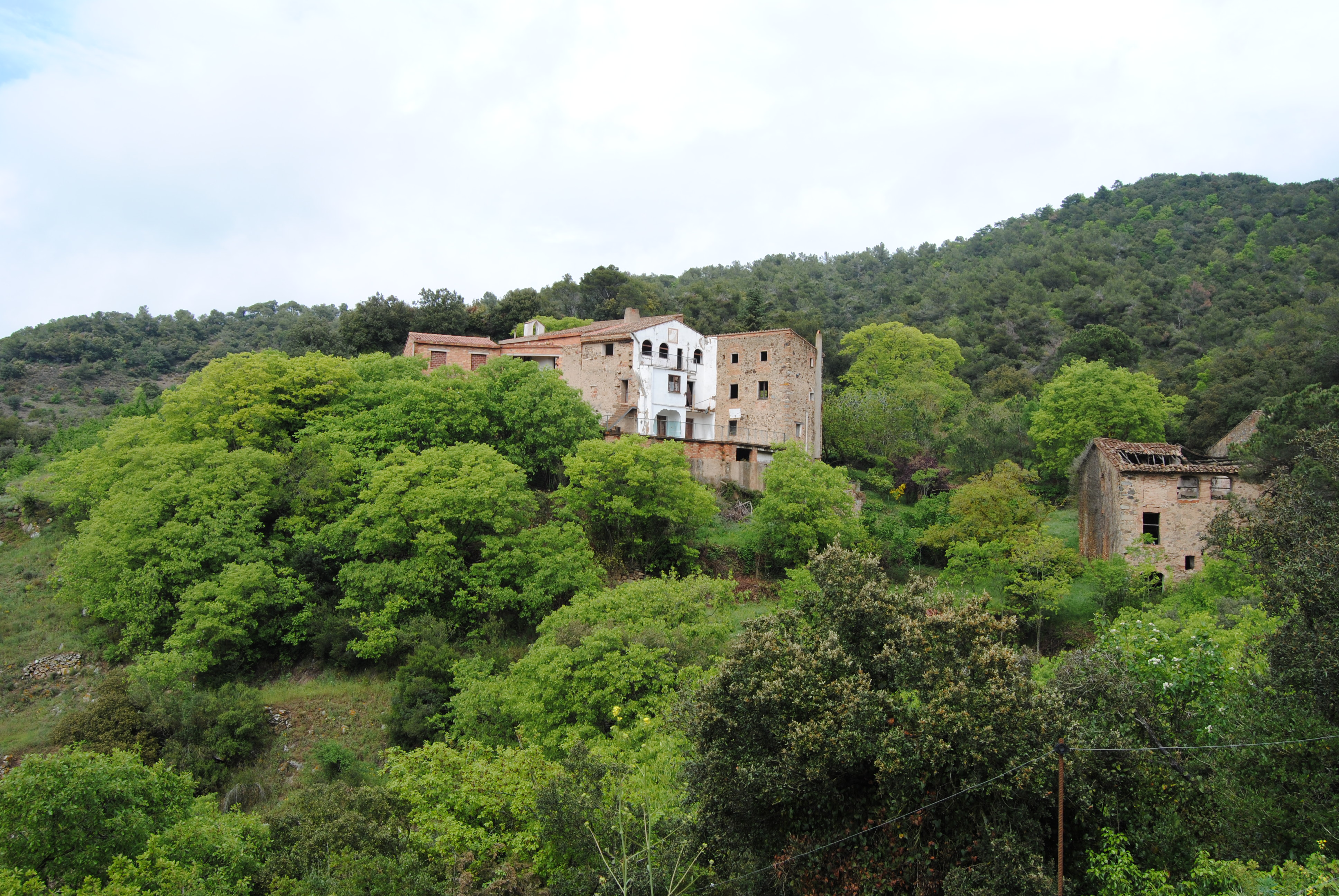
Más d'en Mestre, en Cortiella, a poca distancia (unos 2,5 km) del inicio del GR-174 desde el coll de la Teixeta

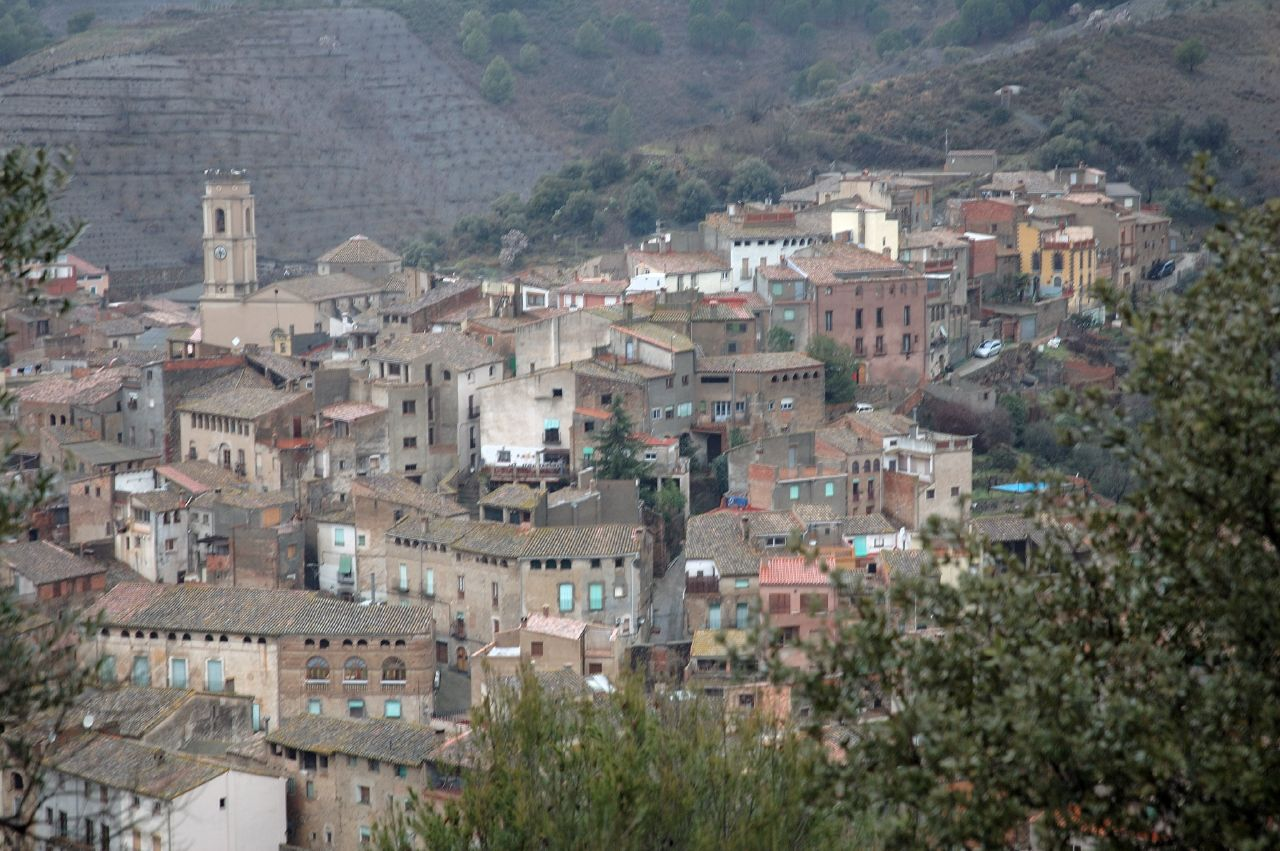
Porrera, primera población del recorrido GR-174

- Etapa 1 - Coll de la Teixeta-Falset, 17,77 km. El coll de la Teixeta, puerta de entrada a El Priorato y al Bajo Campo se encuentra entre las sierras de Puigcerver y de Pradell, a 541 m de altitud entre los km 851 y 852 de la N-420 y donde se unen la TP-7041 y la T-313, junto al más de la Potra y bajo el parque eólico del Mas de la Potra (2 turbinas),[7] al norte. En la T-313 hay un área de descanso.
  - El camino se dirige en primer lugar hacia el norte, por la misma ruta que el GR-7, hasta el collet dels Feixos, a 606 m. Desde allí sigue una pista que desciende a Cortiella, a 532 m, dejando a la derecha el parque eólico del Collet dels Feixos (6 turbinas).[8] y sigue descendiendo hasta el río de Cortiella, a unos 4 km del inicio. Una vez cruzado, la ruta sigue hacia el oeste junto al río, por su lado derecho, hasta Porrera, a través de viñedos sembrados en pendientes. Una ruta circular de 15,2 km recorre este valle de Cortiellas, antaño muy poblado y ahora lleno de masias, muchas abandonadas. La ruta sube hasta la ermita de Puigcerver y se pueden ver los restos de unas antiguas minas de plomo y oro.[9]
  - Porrera, a unos 10,2 km y a 310 m de altitud, con 421 hab. Aquí el camino se separa del río de Cortiella y sigue hacia el sur por el camino viejo de Porrera a Pradell, en ascenso. En el km 11,5 se encuentra con la carretera T-740, que asciende por el barranco de les Sentius. Tras un atajo por Mas d'en Simó, vuelve a encontrar la carretera en el km 13,5, en el Coll Major, a 500 m. Sigue cerca de la carretera en ligero descenso por los Colls de Porrera y baja por el barranco del Barretor, hasta Falset, a 360 m. El cantautor Lluis Llach tiene residencia y viñedos en Porrera, y junto con el poeta Miquel Marti i Pol, otrora asiduo visitante, se ha creado una ruta por 13 lugares emblemáticos de la ciudad.[10][11] En Porrera también hay la ruta de los relojes de sol.[12]

- Etapa 2 - Falset-Gratallops, 17,52 km

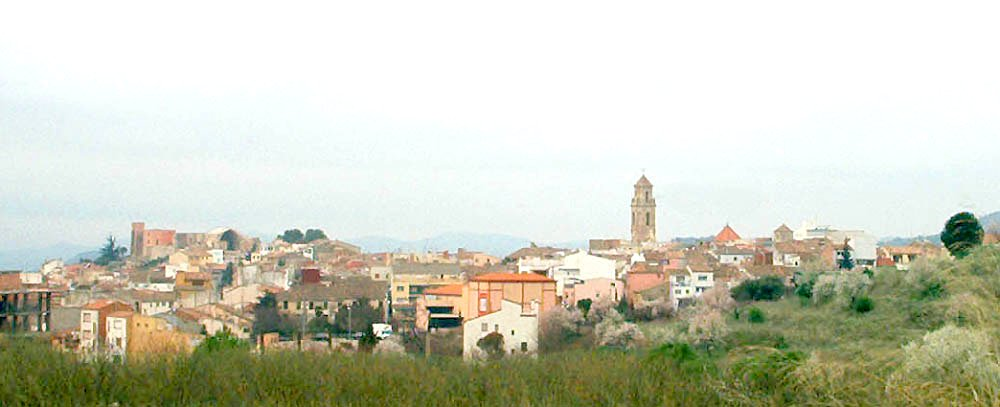
Falset, en el km 17,2 del GR-174.

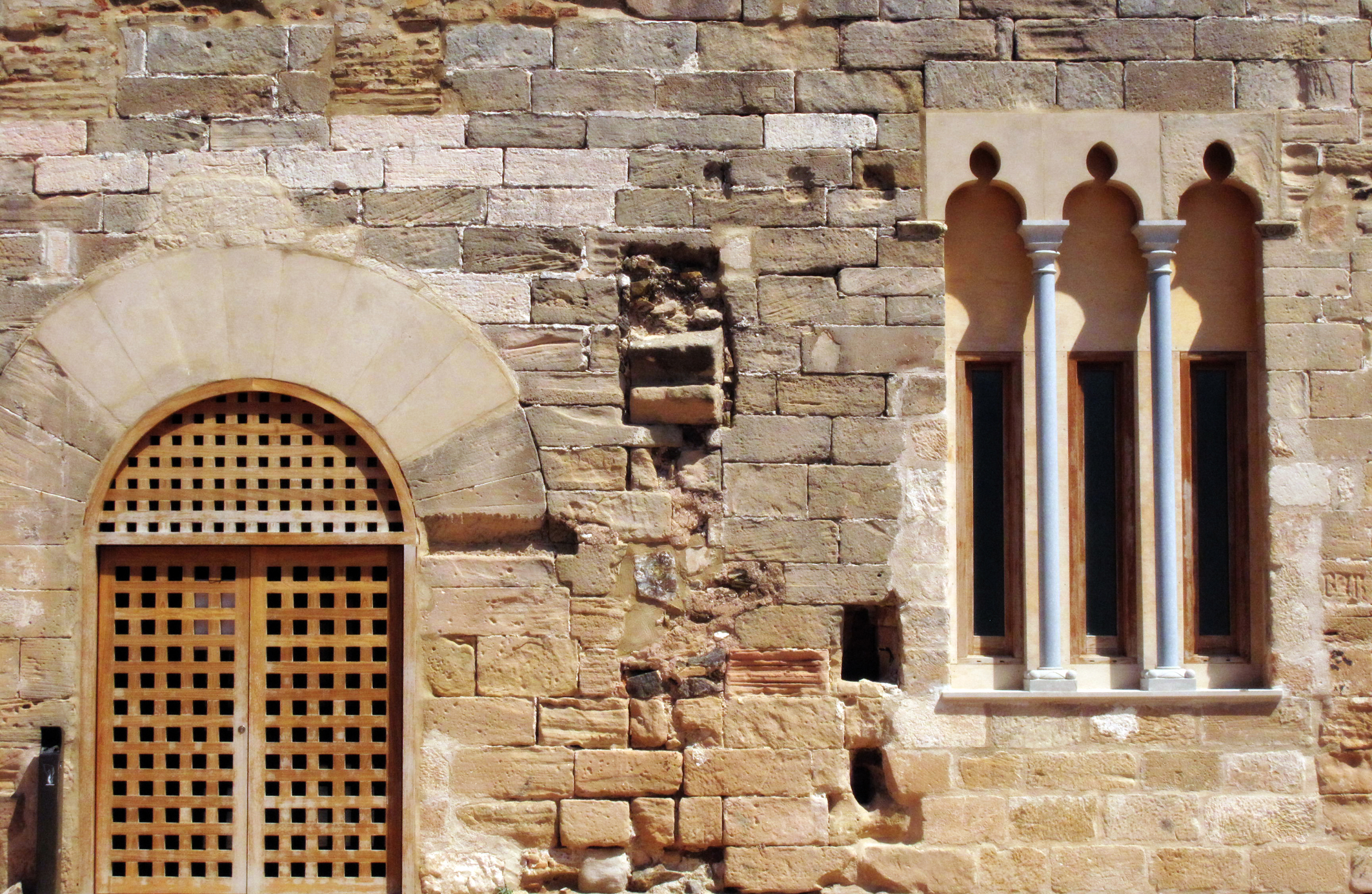
Vista del castillo de Falset

- - Falset, a 17,2 km del inicio y 7 km de Porrera, 2800 hab y 360 m de altitud. Es el municipio más grande de El Priorato, en la mitad meridional de la comarca. Iglesia neoclásica de Santa María. Plaza de la Quartera. Avellanos y viñas. El camino bordea el municipio por el norte y sigue hacia el noroeste por las planicies de los Cucullars y Esplanes, sembradas de viñas, por el norte de la Creu Grossa, de 405 m, hasta encontrarse, en el km 23, con la carretera TP-7101 y enseguida la población de Bellmunt del Priorato. La TP-7101 es una carretera de 5 km que une Falset con Bellmunt.

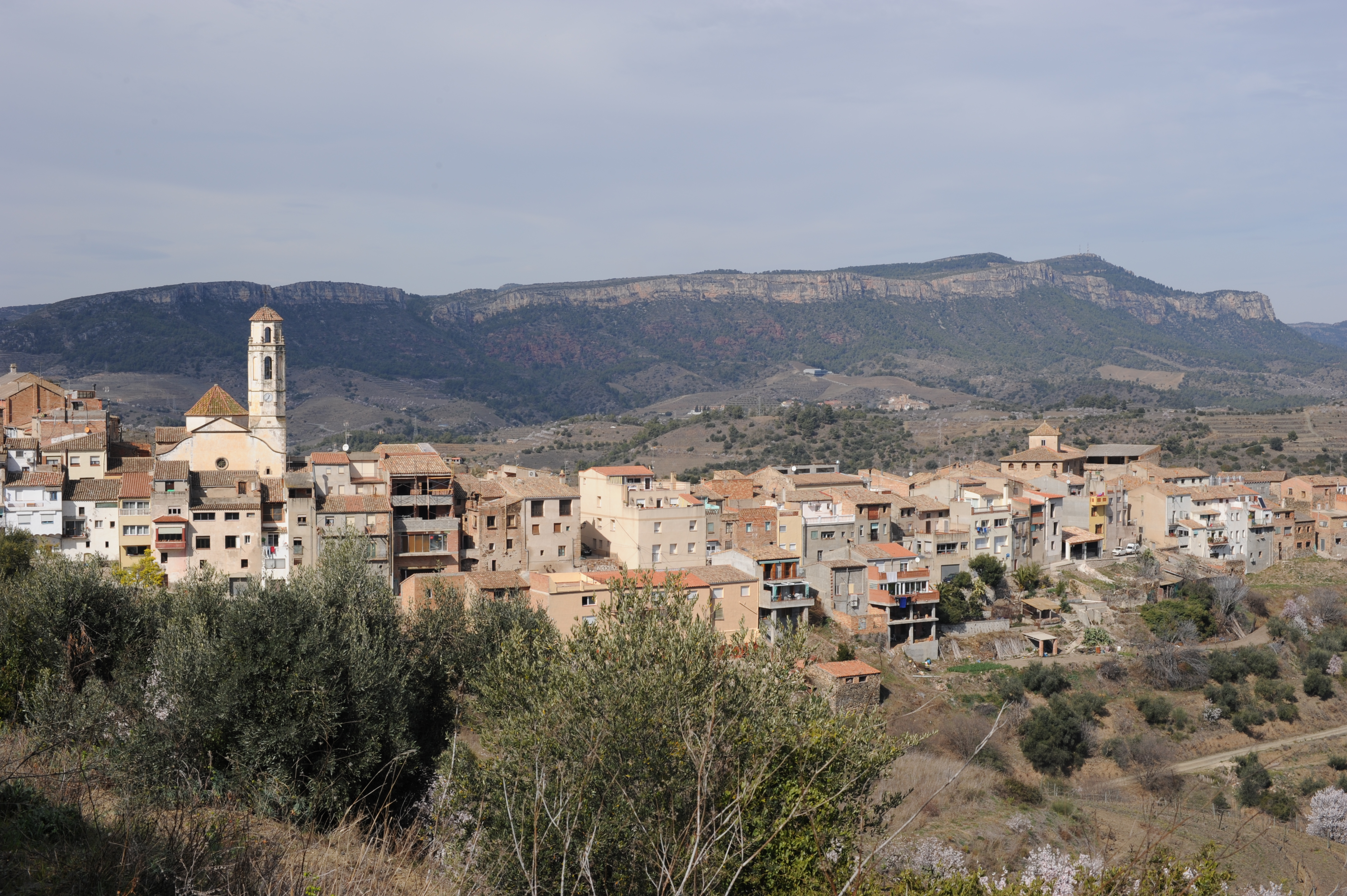
Bellmunt del Priorat, en el km 23,5 del sendero de El Priorato.

- - Bellmunt del Priorato, en el km 23,5, con 300 hab y a 260 m de altitud. Iglesia neoclásica de Santa Lucía, y Casa de la Mina, oficinas de la explotación minera de plomo y visita a la mina Eugenia,[13] al sudoeste de la localidad y en el km 24 del GR-174. Desde aquí, el camino desciende por el barranco de las Calderetes, pasa por el sur de la mina Regia y de la carretera de Bellmunt, hasta llegar al río Siurana, que se cruza por un puente al sur de la Casa Gran, a 87 m de altitud y punto más bajo del recorrido, en el km 27. desde aquí, el camino gira hacia el norte, a la derecha, y sigue paralelo al río Siurana por la pista de Bellmunt del Priorat al Lloar, hasta el Cool de la Roda, en el km 30, donde la pista sube a la izquierda por el río del Montsant hasta la localidad de El Lloar en el km 31, donde encuentra la T-732, que viene de El Molar.

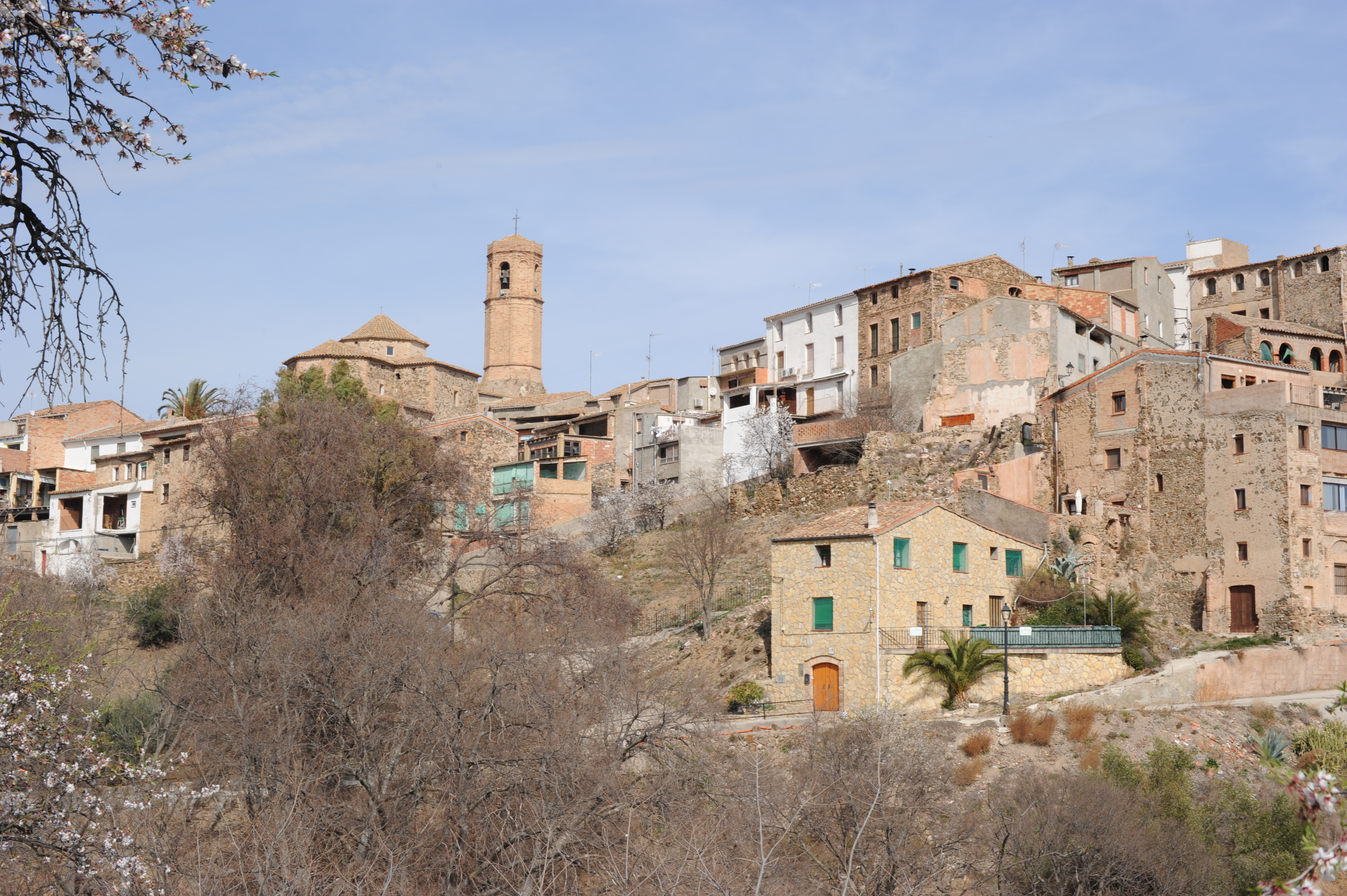
El Lloar, en el km 31 de la GR-174

- - El Lloar, en el km 31, con 118 hab. y a 210 m de altitud. A la derecha del río Montsant, iglesia neoclásica de San Miguel, viñas, olivos y almendros. La pista sale al este del pueblo, baja hasta 132 m, cruza el río Montsant y va subiendo hasta encontrar la T-712, a 1 km de Gratallops, a 310 m de altitud, en el km 34 del GR-174, a solo 3 km de El Lloar.

- Etapa 3 - Gratallops-Poboleda, 20,94 km

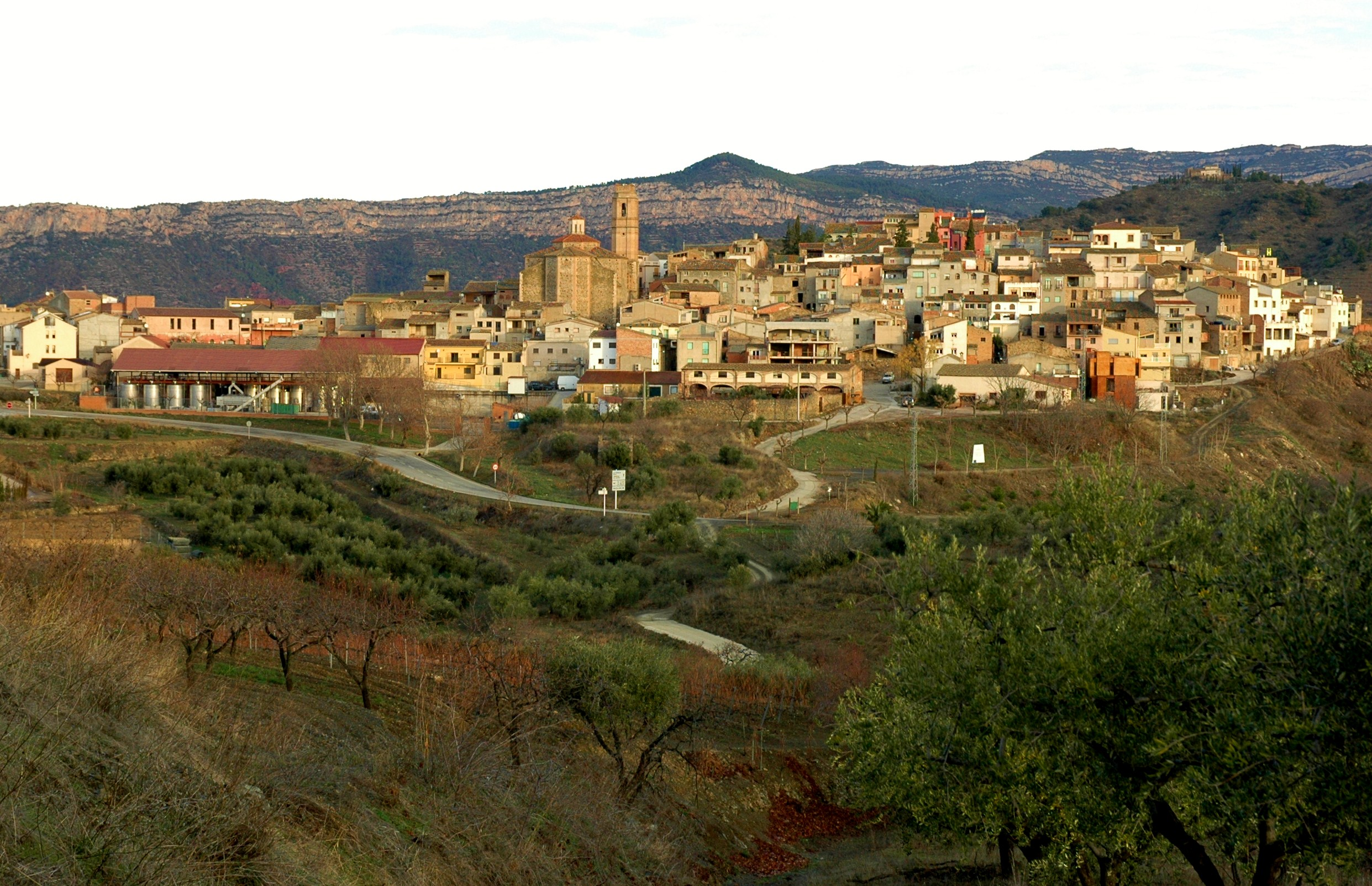
Gratallops, en el km 34 del GR-174

- - Gratallops, en el km 34, a 310 m de altitud, con 226 hab. Como la mayoría de pueblos de El Priorato, está construido sobre una serie de barrancos, en este caso afluentes del río Montsant, afluente a su vez del río Siurana, que pasa al este de Gratallops. El pueblo se encuentra en la carena que separa ambas cuencas, la del Montsant y el Siurana. Iglesia neoclásica de San Lorenzo, Casa del Frares, con fachada renacentista, viñas, olivos y almendros. El camino pasa ante la Escola Llicorella y sale de Gratallops por el sur del pueblo, por el cami del Riu o de las Pereroles, que sale del km 9,2 de la T-710, a 300 m de altitud, donde se halla la Font Vellai desciende hasta el río Siurana, en el km 35.9, a 185 m. Cruza el río hacia el este y sube por la ladera y la pista hasta los 335 m, donde, en un cruce de caminos, en el km 38,8, sigue a la izquierda, hacia el norte, cruza el paraje llamado Pereroles, y sigue subiendo hasta el collet del Sant Joan, a 416 m, donde encuentra el km 6,3 de la TP-7403. Desde aquí, sigue la carretera en descenso hacia el norte hasta Torroja del Priorat, en el km 41,9.

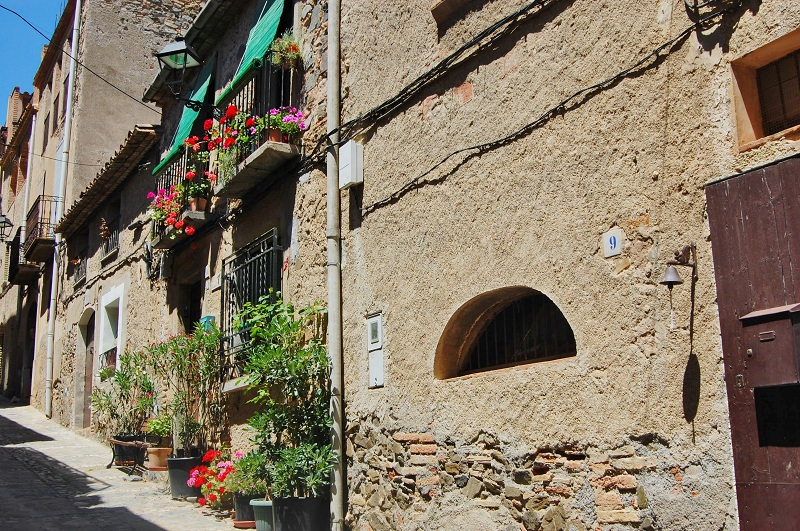
Calle Mayor de Torroja del Priorato, en el km 40 del GR-174

- - Torroja, km 42, a 332 m, con 148 hab. Por encima del río Siurana, al oeste, que aquí pasa a 250 m de altitud. Iglesia neoclásica de San Miguel, con un órgano romántico francés de 1800. Viña, almendro, avellano y olivo. El camino sale del pueblo por el noroeste y baja hasta la carretera, que ahora se llama T-711, y cruza el río Siurana, a 250 m. Tras el puente, en el km 42,5, el camino sigue hacia la derecha, hacia el norte, por la carretera de Escaladei, pero la abandona en el km 43,3, para dirigirse hacia el sudoeste, pasando junto a las Bodegas Bravo-Escos, en un suave ascenso hasta La Vilella Alta, en el km 46, a 320 m.

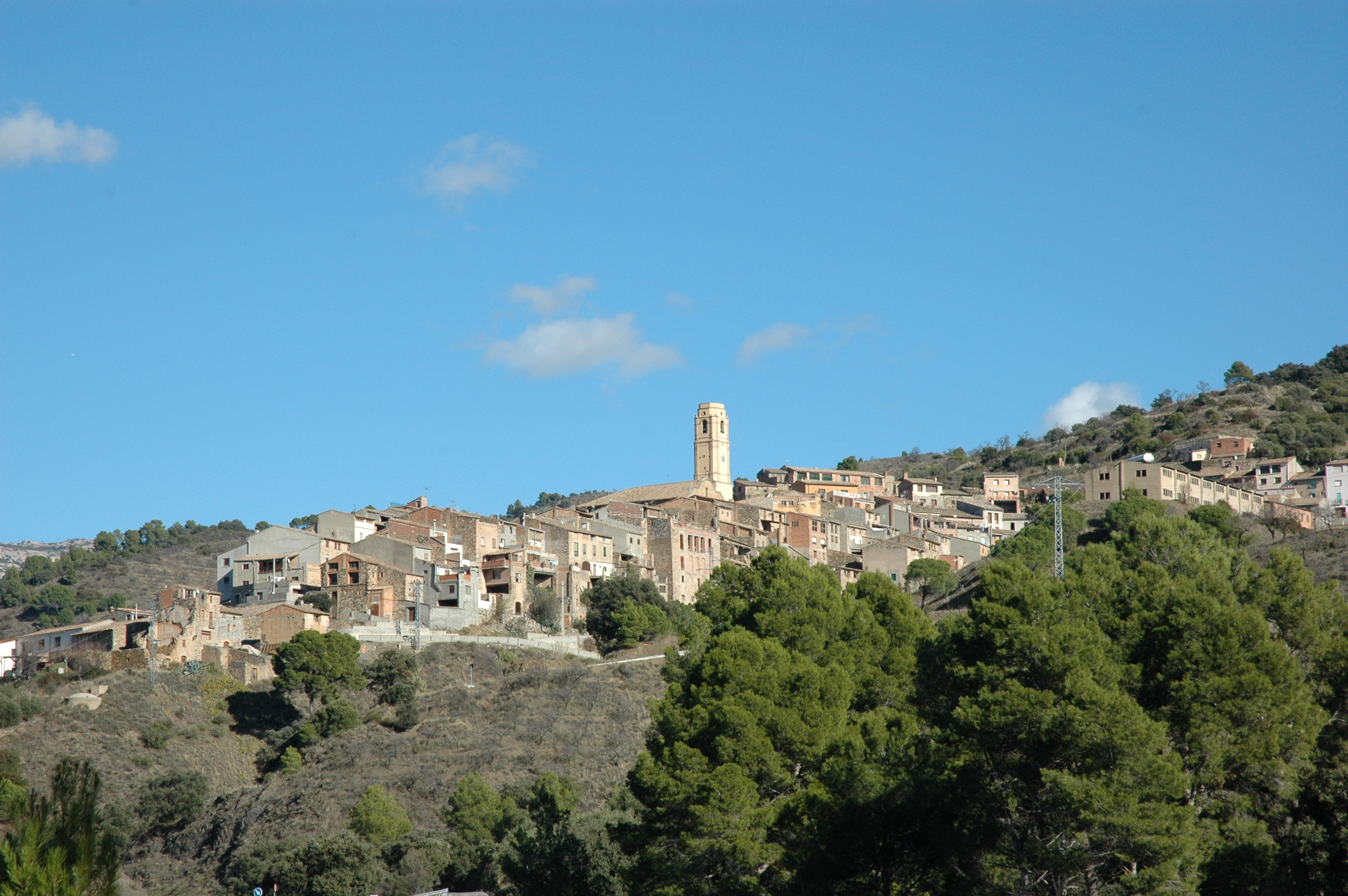
Vilella Alta, en el km 46.

- - Vilella Alta, km 46, 320 m de altitud, 132 hab. Calle Mayor, con portadas de piedra, iglesia de Santa Lucía, la Font Vella y el molino de aceite.[14] El camino sale al este del pueblo hacia el norte, en ascenso, pasa en el km 47,5 bajo la Punta de les Bassetes, de 514 m, y desde aquí desciende hasta encontrarse con el km 12 de la T-702, y enseguida encuentra la TV-7022 que en 300 m llega a Escaladei, en el km 50, a 410 m de altitud.
  - Escaladei, km 50, a 410 m, 44 hab. Es un agregado o pedanía de La Morera de Montsant.[15] No se entra en el pueblo. Aquí se produce el vino Scala Dei, y es famosa la Cartuja de Escaladei, al norte de la localidad. En el cruce antes de entrar en la TV-7022 que conduce al pueblo, se sigue una pista hacia el nordeste que sube hasta el Coll dels Ous, a 501 m, baja hasta el barranc de les Comes y desciende bordeando una ladera cubierta de bancales con viñas hasta la T-702 de nuevo, en el km 51,3. El camino sigue un corto tramo por la carretera y luego una pista que la va cruzando hasta Poboleda, en el km 54.
- Etapa 4 - Poboleda-Albarca, 14,76 km

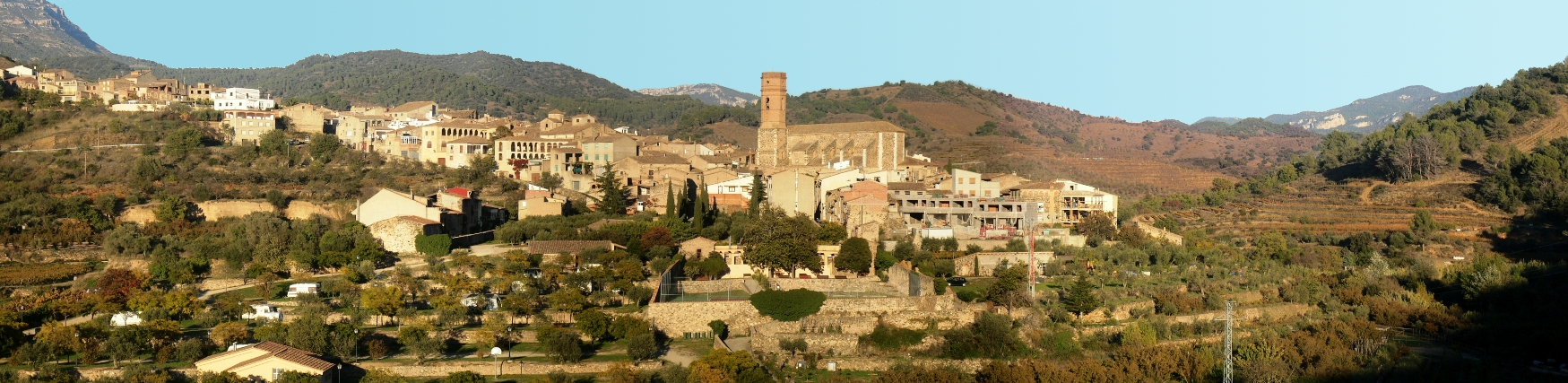
Poboleda, en el km 54 del GR-174.

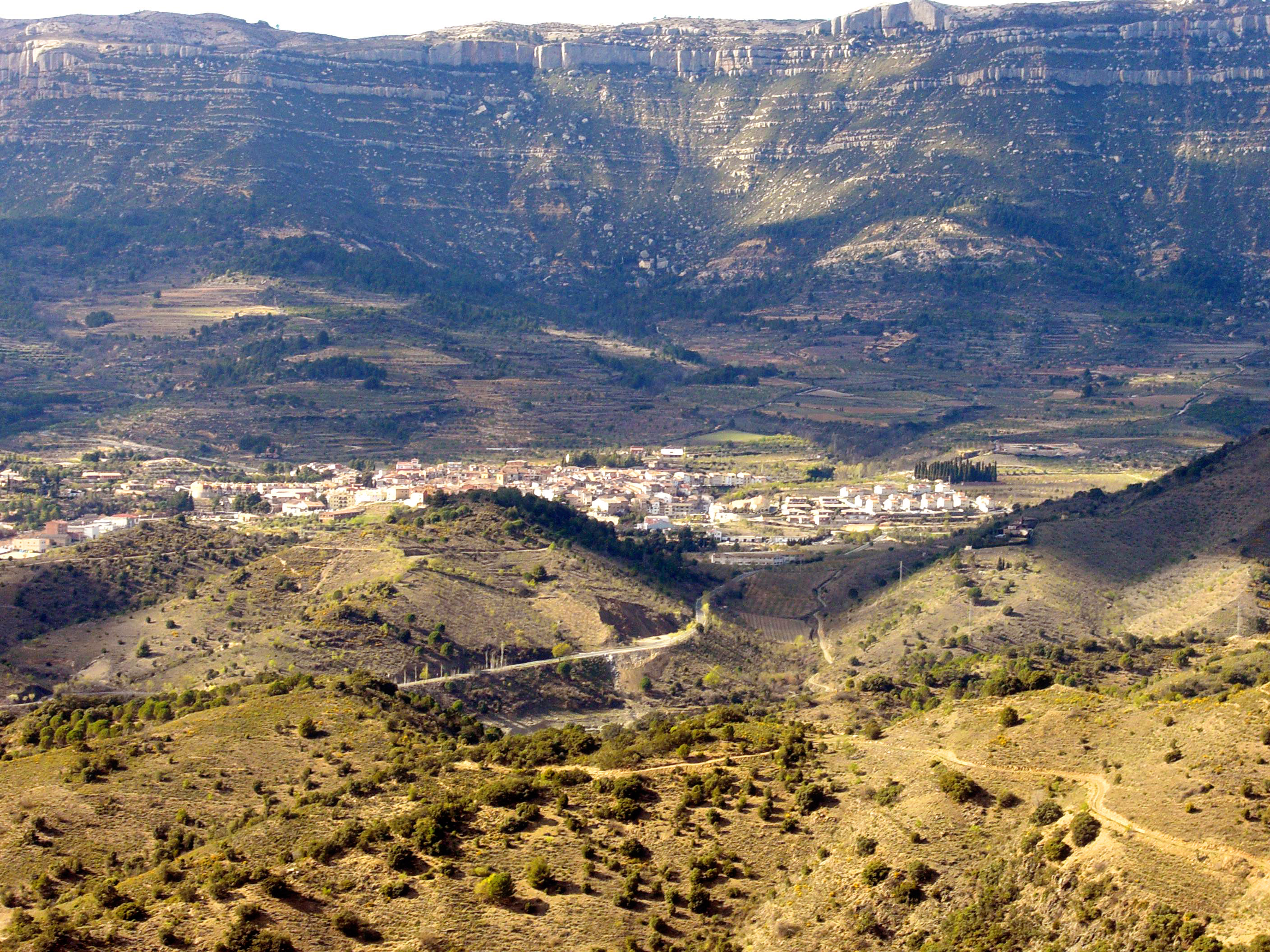
Cornudella de Montsant.

- - Poboleda, km 54, a 335 m de altitud, 335 hab.[16] A la derecha del río Siurana, en una ladera. Iglesia de San Pedro, del siglo XVIII, conocida como la catedral de El Priorato, por su tamaño. El camino sale por una pista al norte del pueblo, que pasa bajo El Mirador, a 422 m, y sigue por el camino de Cornudella de Montsant hasta el Coll de Conill, a 471 m, donde se halla Mas d'en Gil, en el km 58,5, y desde aquí sigue la ladera en ligero ascenso hasta la planicie del barranco de las Comes, y en el km 60,5 encuentra la C-242, que se sigue hasta el km 62, donde se encuentra Cornudella de Montsant, a 520 m.

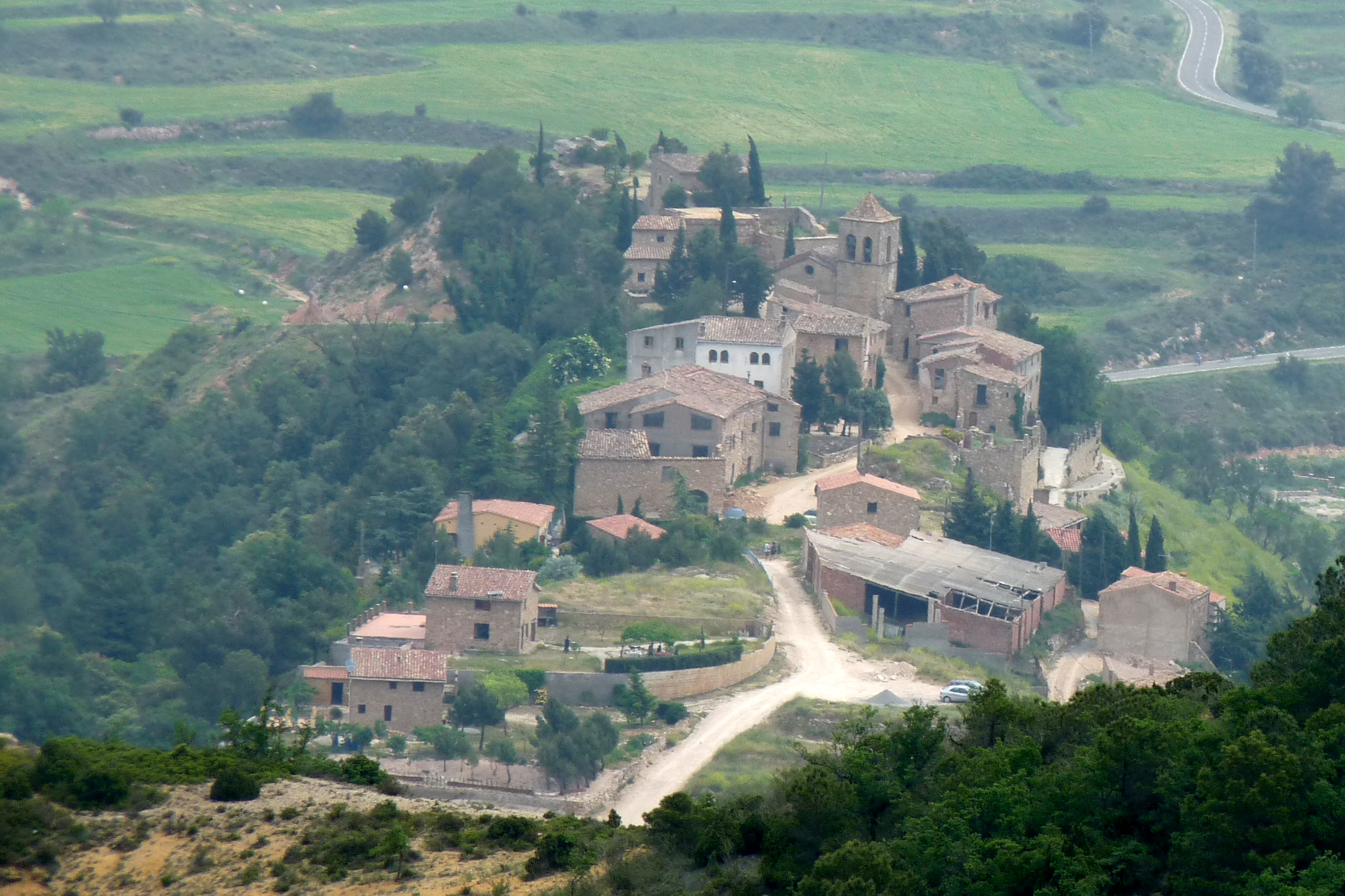
Albarca, final de la ruta GR-174

  - Cornudella de Montsant, km 62, 520 m.[17] Iglesia renacentista de la Virgen del Patrocinio. Viñas y avellanos. Una de las casas, el Hostal del Racó, está reproducido en el Pueblo español de Barcelona. Aquí Albarca, final de la ruta GR-174se encuentra el refugio de Montsant.[18] El camino atraviesa el pueblo y sigue hacia el noroeste directamente hacia la sierra de Montsant, primero por el carrer de la Font y a 500 m, por una pista que se desvía a la izquierda y enseguida sube en línea recta durante casi 1 km hasta unos 800 m de altitud, donde se encuentra el desvío del GR-174-1, que sube hasta la Roca de les Dotze, a 1118 m, y se va por lo alto de la serra Major hasta ek GR-171, al oeste, y, por el otro, el GR-174 que se desvía enseguida hacia el nordeste hasta Sant Joan del Codolar, en el km 64,8, a 750 m de altitud, debajo de los Cingles de Sant Joan (los escarpes de San Juan), bajo la Roca Corbatera, de 1163 m, que bordea siguiendo la curva de nivel entre 750 y 800 m hasta Albarca, que se halla a 815 m, poco antes de la collada de Albarca, que separa la cuenca del Ebro, en el norte, de la del Siurana, en el sur.
  - Albarca,[19] km 69, 815 m, 3 hab. en 2010, pedanía de Cornudella de Montsant, en la cresta que desciende de la sierra del Montsant y la Roca Corbatera. Iglesia románica de San Vicente del siglo XIII. Aquí se encuentra el refugio Montsant-Albarca.[20]